# João Nunes de Abreu
João Nunes de Abreu (noto anche come Abreu do Castelo) (... – Lisbona, 1738) è stato un pittore portoghese.

## Biografia
Attivo a Lisbona, fu principalmente decoratore: fra i suoi lavori si ricordano i soffitti della Igreja do Menino Deus e il vestibolo della Igreja de Nossa Senhora da Graça.